# Marcel Mojzeš
Marcel Mojzeš (* 15. Januar 1947 in Ďačov; † 2024) war ein Geodät und Hochschulprofessor für Höhere Geodäsie an der Slowakischen Technischen Universität in Bratislava.
Seine Forschungsarbeiten betrafen vor allem theoretische und physikalische Geodäsie, Gravimetrie und geodätische Astronomie. Zuletzt waren zwei Schwerpunkte seines Instituts, dessen alternierende Leitung (mit Ján Hefty) er bis etwa 2003 innehatte:
- die Geodynamik der Westkarpaten (mit einem GPS-gestützten Vermessungsnetz), und
- die astro- und gravimetrische Geoidbestimmung der Slowakei. Das zwischen 1995 und 2000 publizierte Quasigeoid erreichte eine Genauigkeit von einigen Zentimetern.

Den astro-geodätischen Teil des zweiten Projekts bearbeitet seine Gruppe mit dem Zirkumzenital, hergestellt vom tschechischen VUGT-Institut. Das Zirkumzenital ist ein dem Prismenastrolab verwandtes Instrument, das Lotabweichungen mit einer Genauigkeit von etwa ±0,3″ messen kann (entspricht einer Euro-Münze auf 15 km Distanz). 

## Publikationen
- Marcel Mojzeš, L. Husar et al.: Testing of Gravimetric Quasigeoid by Astronomiv-Geodetic Methods in the Tatra Mountains. In: Reports on Geodesy 4 (75). Warschau 2005, S. 185 ff.